# Quezon (Nova Ecija)
Quezon é um município de  quarta classe de renda municipal (d) na província Nova Ecija, nas Filipinas. De acordo com o censo de 1 de maio  de  2020 possui uma população de 41 845 pessoas e 10 540 domicílios.